# Francis Caballero
Pour les articles homonymes, voir Caballero.
Francis Caballero, né le 5 août 1940 à Sofia et mort le 29 novembre 2024 à Suresnes,, est un avocat français. Professeur de droit pénal à l'université Paris-Nanterre, il est connu pour son combat contre l'industrie du tabac et son action en faveur de la légalisation du cannabis.

## Biographie
Francis Caballero étudie le droit, notamment à la faculté de droit de Harvard. Il est docteur en droit, auteur d'une thèse soutenue à l'université Panthéon-Assas en 1979, sous la direction du professeur Jean Rivero, et publiée en 1981 (LGDJ) sous le titre Essai sur la notion juridique de nuisance. 
Agrégé, il est professeur à l'université Paris-Nanterre jusqu'en 2008, où il enseigne le droit pénal général et la procédure pénale. 
Avocat au barreau de Paris, il est notamment l'avocat du Comité national contre le tabagisme et a publié un livre intitulé Nuit gravement au tabac. Il est également président du Mouvement de légalisation contrôlée de la drogue. Dans cet esprit, il a défendu de nombreuses personnes impliquées ou mises en examen dans des affaires de drogue.
Francis Caballero est l’auteur de plusieurs ouvrages autour du droit, dont un précis Dalloz intitulé Droit de la drogue, un manuel sur le Droit du sexe dans lequel il s'exprime sur la législation en vigueur sur la prostitution et le proxénétisme, et un livre intitulé Legalize It! sur la légalisation du cannabis.

## Publications
- Essai sur la notion juridique de nuisance, LGDJ, 1981

texte remanié de Essai sur la notion juridique de nuisance [Thèse : Droit : Paris 2 : 1979]
- Droit de la drogue, avec Yann Bisiou, Dalloz, 1989, réédition 2000
- Drogues et droits de l'homme, Delagrange, 1992
- Nuit gravement au tabac, Favre, 2002
- Droit du sexe, LGDJ, 2010
- Legalize It!, L'Esprit frappeur, 2012